# Мешна-Опацька
Мешна-Опацька (пол. Meszna Opacka) — село в Польщі, у гміні Тухув Тарновського повіту Малопольського воєводства.
Населення — 493 особи (2011).
У 1975-1998 роках село належало до Тарновського воєводства.

## Демографія
Демографічна структура станом на 31 березня 2011 року:
|          | Загалом | Допрацездатний вік | Працездатний вік | Постпрацездатний вік |
| -------- | ------- | ------------------ | ---------------- | -------------------- |
| Чоловіки | 250     | 62                 | 167              | 21                   |
| Жінки    | 243     | 55                 | 140              | 48                   |
| Разом    | 493     | 117                | 307              | 69                   |